# Mila Azul
Mila Azul   (Kíiv, 12 de gener de 1997), el nom real de la qual és Ekaterina Volkova (Екатерина Волкова), és una model eròtica ucraïnesa i també actriu pornogràfica. Començà la seva carrera l'any 2016 treballant per grans companyies de fotografia eròtica com MetArt, Watch4Beauty, Droyc Studios, i en un parell d'aparicions a iStripper’s Paris on produí fins a sis obres.
Mila ha filmat nombrosos vídeos ella mateixa aconseguint gran repercussió als portals de pornografia a Internet.
L'1 de juny del 2017 inicià la seva participació a Model Mayhem on hi publicà tota mena de d'àlbums de fotografies eròtiques. També el juny de 2017 guanyà el premi "iStripper Talent of the Month".
L'any 2019 Mila seria nominada als Pornhub Awards en la categoria de "Solo Siren – Top Female Solo Performer", però guanyà una cosplayer anomenada Elles Club a qui se li prohibí el premi ja que havia enganyat la plataforma Pornhub i s'hi registrà quan era menor d'edat, havent-hi publicat imatges eròtiques pròpies de quan tenia 15 anys. Elles seria expulsada de la plataforma i també se li prohibiria l'ús d'altres plataformes com OnlyFans, ManyVids, o FanCentro, així com Twitter i Instagram, tot i que d'altres plataformes com Patreon seguiren acceptant els seus continguts.
De nou Mila Azul seria nominada als Pornhub Awards el 2020 en la categoria de "Solo Siren: Top Female Solo Performer" però el premi l'acabà guanyant l'actriu Indigo White.